# ویل هانت

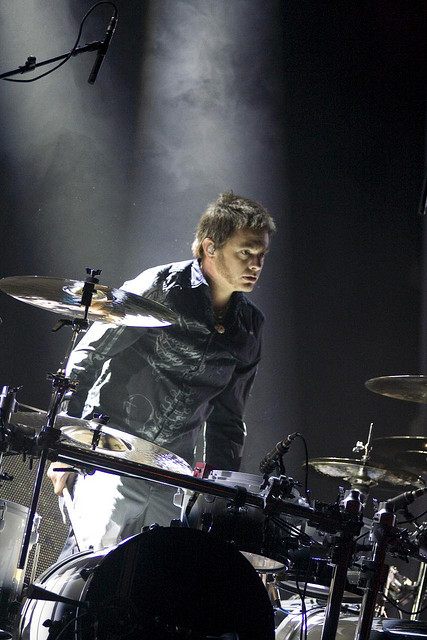
ویل هانت در سال ۲۰۰۹

ویل هانت (به انگلیسی: Will Hunt) (متولد ۵ سپتامبر ۱۹۷۱) نوازندهٔ آمریکایی درام است. او برای گروه‌های موسیقی متعددی از جمله اونسنس، اسکرپ، دارک نیو دی، بلک لیبل سوسایتی نواخته است و در کنسرت بندهایی مثل استیند، استاتیک ایکس همکاری کرده است.